# پرچم اتحادیه اروپا

پرچم اتحادیه اروپا

پرچم اتحادیه اروپا یا پرچم اروپا پرچم و نماد اتحادیه اروپا و شورای اروپا می‌باشد. این پرچم شامل ۱۲ ستاره طلایی بر روی زمینه‌ای آبی‌رنگ است. رنگ آبی نشانهٔ غرب است. تعداد ستاره‌ها و محل قرار گرفتن آن‌ها نشانهٔ کامل بودن و اتّحاد است، عدد دوازده تعداد اعضای اتحادیه اروپا را نشان نمی‌دهد.

## طرح

اندازه و زوایای دقیق اشکال پرچم

شکل صحیح پرچم
شکل نادرست؛ ستاره‌ها چرخیده‌اند
شکل نادرست؛ تمام ستاره یک‌شکل و قائم هستند
شکل نادرست؛ جای ستاره‌ها صحیح نمی‌باشد